# توجيه متعلق بالانبعاثات الصناعية
التوجيه المتعلق بالانبعاثات الصناعية (توجيه رقم 2010/75/EU للبرلمان الأوروبي والمجلس المنعقد بتاريخ 24 نوفمبر 2010 المعني بالانبعاثات الصناعية (المكافحة المتكاملة للتلوث والسيطرة عليه)) هو توجيه الاتحاد الأوروبي الذي يلزم الدول الأعضاء في الاتحاد الأوروبي بالتحكم في تأثير الانبعاثات الصناعية على البيئة والحدّ منها.

## الأساس المنطقي
أجرت المفوضية الأوروبية استعراضًا مدته سنتان مع جميع أصحاب المصلحة المباشرة لدراسة كيفية تحسين التشريعات المعنية بالانبعاثات الصناعية لتقديم حماية عالية المستوى للبيئة والصحة البشرية، وفي الوقت نفسه تسهيل التشريعات الموجودة وخفض التكاليف الإدارية غير الضرورية.
ويتأكد التوجيه المتعلق بالانبعاثات الصناعية من إجراء تحسين كبير على التفاعل بين التوجيهات السبعة الموجودة التي سيستبدلها. كما أنه يعزز، في الكثير من الحالات، بعض الأحكام الواردة في التوجيهات الحالية، على سبيل المثال؛ التوجيهات المتعلقة بمصانع الاحتراق الكبيرة.

## وصلات خارجية
- المفوضية الأوروبية - الانبعاثات الصناعية
- وثائق مرجعية لأفضل التقنيات المتاحة الخاصة بالمكتب الأوروبي للمكافحة المتكاملة للتلوث والسيطرة عليه
- إدارة شؤون البيئة والأغذية والشؤون الريفية (إنجلترا وويلز) - تنفيذ التوجيهات